# Glena tyrbe
Glena tyrbe là một loài bướm đêm trong họ Geometridae.